# 尼科西亚 (西西里岛)
尼科西亚（義大利語：Nicosia），是意大利西西里大区恩纳省的一个市镇。总面积217平方公里，人口14592人，人口密度67.2人/平方公里（2009年）。ISTAT代码为086012。